# Кен Калласте
Кен Калласте (ест. Ken Kallaste, нар. 31 серпня 1988, Таллінн) — естонський футболіст, лівий захисник, півзахисник польського ГКС (Тихи) і національної збірної Естонії.

## Клубна кар'єра
Вихованець системи підготовки футболістів талліннської «Флори». У дорослому футболі дебютував 2004 року виступами за третьолігову команду «Леллє», що входила до системи «Флори». Згодом набирався досвіду в інших командах із системи цього клубу — «Тервісі», «Валга Ворріор» і «Тулевику». До лав основної команди «Флори» залучався ще протягом 2006–2008 років, проте її стабільним гравцем став лише у 2009. 
2010 року перейшов до «Нимме Калью», у якому став практично незмінним гравцем на лівому фланзі команди — протягом наступних шести сезонів пропустив лише три гри першості. З травня 2010 по липень 2013 року не лише взяв участь у 116 матчах чемпіонату Естонії поспіль, але й жодного разу не був замінений.
У грудні 2015 року переїхав до Польщі, де продовжив кар'єру у «Гурнику» (Забже). За результатами сезону команда не втрималася в Екстрклясі, і гравець достроково її залишив за згодою сторін. Утім естонець залишився у країні, досягнувши угоди з «Короною» (Кельце). Спочатку був стабільним гравцем основного складу, проте в останній рік свого трирічного контракту втратив статус основного гравця, і його контракт не був подовжений.
Влітку 2019 року на правах вільного агента приєднався до команди другого польського дивізіону ГКС (Тихи).

## Виступи за збірну
2012 року дебютував в офіційних матчах у складі національної збірної Естонії, відтоді регулярно залучається до її лав.

## Титули і досягнення
- Чемпіон Естонії (5):

Нимме Калью: 2012
Флора: 2020, 2022, 2023
Левадія: 2024
- Володар Кубка Естонії (3):

Флора: 2008-09
Нимме Калью: 2014-15
Левадія: 2023-24
- Володар Суперкубка Естонії (3):

Флора: 2009, 2021
Левадія: 2025